# روني شيلدز
روني شيلدز (بالإنجليزية: Ronnie Shields)‏ (6 يونيو 1958 ببورت أرثر في الولايات المتحدة - ) هو ملاكم أمريكي، صنّف ضمن فئة وزن الريشة ‏.

## وصلات خارجية
- روني شيلدز على موقع بوكس ريك (الإنجليزية) (registration required)